# Jean-Baptiste Dumonceau

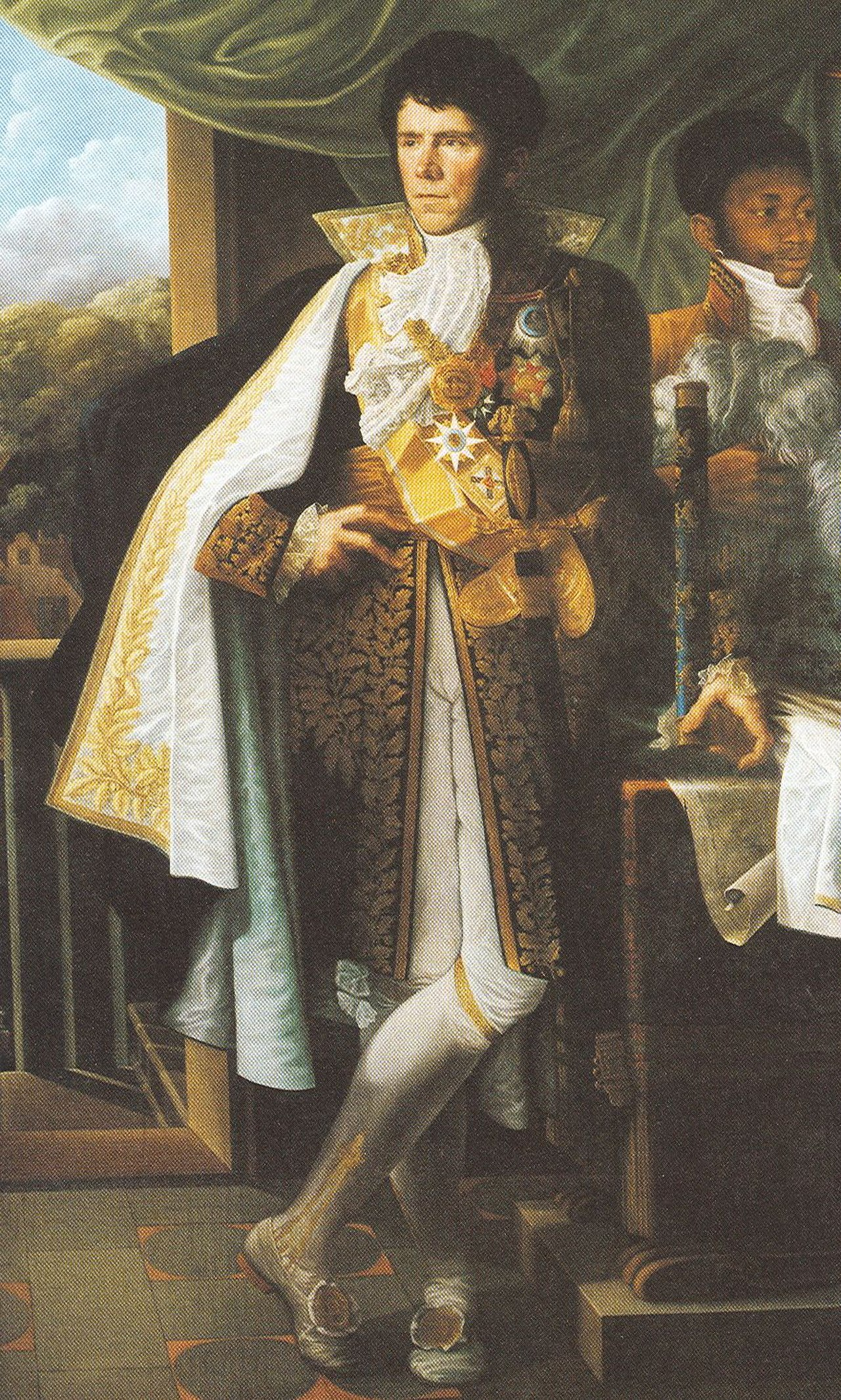
Jean-Baptiste Dumonceau

Jean-Baptiste Dumonceau, hrabia de Bergendal (ur. 7 listopada 1760 w Brukseli, zm. 29 grudnia 1821 tamże) – marszałek Holandii, generał dywizji. W powstaniu niderlandzkim przeciwko Austrii był przywódcą powstańców. W 1787 uciekł do Francji, później powrócił do Holandii w 1794 wraz z generałem Jeanem Charlesem Pichegru. W roku 1795 został mianowany generałem Rzeczypospolitej Batawskiej, a w 1807 został marszałkiem Holandii. W 1809 podbił Anglików na Walcheren, za co otrzymał godność hrabiego Berendal. 11 listopada 1810 roku został generałem dywizji. 26 sierpnia 1813 roku odniósł zwycięstwo nad Rosjanami na wzgórzach Pirny. Przy poddaniu Drezna został wzięty do niewoli. W 1814 udał się do Francji, gdzie król Ludwik XVIII zatwierdził otrzymane godności i urzędy. Po drugiej restauracji Burbonów powrócił do kraju i był deputowanym z prowincji Brabantu.